# Топалов Владислав Михайлович
Владислав Михайлович Топалов (нар.. 25 жовтня 1985, Москва) — російський співак, виконавець, екс-соліст групи «Smash!!».
Внесений до бази «чистилища» центру «Миротворець» за такі ознаки злочину проти національної безпеки України: «незаконне перетинання державного кордону України, участь у пропагандистських заходах на території окупованого Росією Криму».

## Біографія
Народився 25 жовтня 1985 року у Москві (Російська РФСР). З дитинства займався музикою, закінчив музичну школу по класу скрипки. В сім'ї Топалових інтерес до музики був спадковим.
Батько Влада — Михайло Генріхович Топалов (1960) — також закінчив музичну школу й училище мистецтв по класу фортепіано; ще школярем грав у рок-групах в Ростові-на-Дону, Москві, Санкт-Петербурзі.
У 1990 році Влад разом зі своєю молодшою сестрою Аліною (1988 р. н.) були віддані батьками до дитячого музичного ансамблю «Непосиди» під керівництвом Олени Пінджоян. Владові тоді було п'ять з половиною років. Його постійною партнеркою по дуетам стала Юля Малиновська — майбутня ведуча дитячого музичного телевізійного конкурсу «Ранкова зірка». У тому ж колективі виступали і майбутні солістки групи «Тату» — Олена Катіна та Юля Волкова. За десять років у складі групи «Непосиди» Влад виступав на концертних майданчиках не тільки Росії, але і всього світу, з успіхом брав участь у музичних фестивалях Італії, Болгарії, Японії, Норвегії і перемагав у дитячих музичних конкурсах, таких як «Ранкова зірка», «Браво, Бравіссімо» тощо.
З 1994 року Влад Топалов навчався в коледжі в Англії, де провів майже три роки. В 1997 році у віці 12 років він остаточно повернувся до Москви. У 2002 році закінчив школу № 1234 з поглибленим вивченням англійської та німецької мов.
Покинувши ансамбль «Непосиди», Влад разом зі своїм другом, також учасником ансамблю, Сергієм Лазарєвим записав декілька пісень, серед яких арія «Belle» з знаменитого французького мюзиклу «Notre Dame de Paris».
Влітку 2000 року Михайло Топалов запропонував своєму другові Вадиму Андрєєву, відомому джазовому музиканту, зробити нові аранжування записів ансамблю «Непосиди» і випустити ювілейний диск до десятиріччя ансамблю. Михайло і Вадим почали роботу над цим збірником, а Влад з Сергієм паралельно готували сюрприз до сорокаріччя батька Влада — запис балади «Belle».
З двох подарунків і виникла група. Втім, офіційним днем народження для колективу стало 19 грудня 2001 року, коли був підписаний контракт на запис альбомів. Тоді пісня «Belle» потрапила в ротацію на радіостанцію, завдяки чому на молодих виконавців звернув увагу генеральний директор компанії «Universal Music Russia» Девід Джанк. Таким чином, у грудні 2001 року Влад у складі дуету «Smash!!» підписав контракт з компанією «Universal Music Russia», після чого почалася робота з відомими іноземними авторами та продюсерами.
У квітні 2002 року «Smash!!» зняли свій перший кліп на пісню «Should have loved you more». А в серпні цього ж року група зайняла перше місце в конкурсі молодих виконавців у Юрмалі «Нова хвиля».
У 2002 році Влад Топалов вступив на юридичний факультет Російського Державного Гуманітарного Університету. У березні 2003 року побачив світ перший альбом гурту «Smash!!» під назвою «Freeway», який став популярним не тільки в Росії і країнах СНД, але і в Південно-Східній Азії. Альбом набув статусу платинового і витримав два перевидання.
У грудні 2004 року вийшов останній альбом групи «Smash!!» під назвою «2nite». Відразу після виходу альбому з'явилася інформація про те, що дует розпався. Приводом для цього став відхід з колективу Сергія Лазарєва. Михайло Топалов передав безпосереднє керівництво групою під управління компанії «Ego Works» влітку 2005 року.
Взимку 2006 року Влад підписав контракт з компанією «Грамофон М'юзік» і приступив до запису свого сольного альбому.
18 квітня 2006 року виходить перший сольний альбом Влада Топалова «Самотня зірка». Над його створенням працювали продюсери «Ego Works» Роман Бокарьов і Михайло Мшенський.
Влітку 2006 року студент 5-го курсу Російського Державного Гуманітарного Університету Влад Топалов успішно захищає дипломну роботу на тему «Правове регулювання авторського права в Російській Федерації» і отримує диплом юриста.
У лютому 2007 року в передачі «Людина і закон», а потім у травні 2008 року в інтерв'ю газеті «Московський комсомолець» Влад Топалов зізнався, що з січня 2004 року, коли йому було 18 років, протягом 4 років він приймав наркотики і знаходиться в стані боротьби з залежністю. Це стало причиною проблем зі здоров'ям, так, взимку 2008 року у нього відмовила нирка, сварки з батьком і непрямою причиною розпаду групи Smash!!
17 квітня 2008 року на лейблі «Нікітін» виходить другий сольний альбом Влада Топалова «Нехай серце вирішує». Запис пісень для цього альбому проходив у Маямі на студії Hit Factory Criteria і в Москві на студіях Fantasy Sound і Vi Sound.
У 2010 році Влад Топалов грає у виставі «Результат на лицо». Гастролі проходять в найбільших містах СНД.
Влад Топалов — член Громадської Ради Молодої гвардії Єдиної Росії.
У 2011 році вийшов фільм «Неадекватні люди», в якому Влад зіграв епізодичну роль. Також у цьому ж році Влад взяв участь у шоу «Народна зірка» (Україна) з молодою співачкою Ольгою Мельник. Також він виступив на конкурсі «Міс Росія-2011». Дефіле купальників пройшло під пісню Влада «Очі кольору неба».
У 2013 році Влад Топалов знявся в епізодичній ролі серіалу «Деффчонки».
У 2015 році після тривалої перерви випустив нову пісню і кліп «Відпусти»
У 2018 році став ведучим програми «Орел і решка. Росія».
11 серпня 2018 року Влад Топалов взяв участь у безкоштовному концерті у окупованому Луганську. Захід був присвячений «Дня будівельника» і «Дня фізкультурника», встановлених владою ЛНР. Пізніше на своїй сторінці в Instagram Влад Топалов опублікував кілька фото з цього концерту. Однак, він не уточнив, де саме виступав, не повідомивши навіть гео-тегу, хоча зазвичай регулярно відзначає місце, де зроблені його фото.
У 2020 році Влад Топалов став ведучим програми "Орел і решка".
Навесні 2020 року брав участь у шоу "Маска" в образі Панди і був викритий у восьмому випуску, посівши тим самим 5-е місце. Наприкінці того ж року взяв участь у шоу "Льодовиковий період", де виступав з олімпійською чемпіонкою Оленою Ільїних. Суперниками пари стали Ольга Бузова, Регіна Тодоренко, Роман Костомаров та інші зірки спорту і шоу-бізнесу.
У грудні 2021 року Сергій Лазарєв і Влад Топалов записали трек "Новый год", у планах - зняти кліп на цю композицію.
На початку 2022 року Влад спантеличив шанувальників своїми життєвими цілями. Він обмовився, що музика залишається в його долі, але водночас артист вирішив здобути фінансову освіту і почати розвиватися в галузі технології блокчейна. Через деякий час співак став організовувати онлайн-спілкування з аудиторією з приводу криптовалюти, знайомлячи підписників з особливостями заробітку на фінансових ринках.
Влад Топалов - член Громадської Ради "Молодая гвардия Единой России".
У 2023 році взяв участь у шоу "Конфетка" на телеканалі "ТНТ" у дуеті з Регіною Тодоренко, в результаті їхній кавер переміг.

## Особисте життя
- Перша дружина (з 18 вересня 2015 року по 9 березня 2017) — Ксенія Даніліна (нар. 17.11.1988)[8][9].

25 липня 2018 року стало відомо, що Влад Топалов заручений з відомою телеведучою Регіною Тодоренко. 5 грудня 2018 року у пари народився син, якого назвали Майклом (Михайлом)..
Сім'я:
- Батько — Михайло Генріхович Топалов (нар.. 13 вересня 1960) — бізнесмен, продюсер, у студентські роки професійно грав у рок-групі «Четвертий вимір», був знайомий з багатьма відомими музикантами та артистами, потім працював у Головному управлінні кадрів і навчальних закладів МВС СРСР, голова ради директорів юридичної фірми «Інспейс Консалтинг», голова ради директорів ВАТ «Прима Телеком», дійсний член Російської академії космонавтики, керівник програми «Космос для всіх», радник голови рахункової палати. Перебував у цивільному шлюбі зі співачкою Наталею Ветлицькою.[12][13]
  - однокровна сестра — Ніка (нар. 30 серпня 2011)
- Мати — Тетяна Анатоліївна (по першому чоловікові Топалова) (нар.. 15 березня 1961) закінчила Історико-архівний інститут[14]
  - Сестра Аліна Топалова (нар. 16 вересня 1988) — співала в дитинстві в групі «Непосиди», працює редактором світської хроніки глянцевого журналу Tatler, закінчила з відзнакою міжнародно-правовий факультет МДІМВ[15]
  - зведена по матері сестра Ганна (січень 2008)
- Хресний — Олександр Олександрович Лазарєв
- Після розлучення мати забрала Аліну, а Влада залишила з батьком[16]

## Санкції
7 січня 2023 року, через вторгнення Росії в Україну, внесено до підсанкційного списку України, передбачається блокування активів на території країни, призупинення виконання економічних та фінансових зобов'язань, припинення культурних обмінів та співробітництва, позбавлення українських держнагород.

## Цікаві факти
- У 2008 році був потерпілим у проєкті «Суд присяжних» на НТВ: обіграли випадок нападу на співака, який був у реальному житті.

## Альбоми
- 2006 — Самотня зірка
- 2008 — Хай серце вирішує
- 2008 — I Will Give It All To You

## Радіосингли
- 2002 — Молитва (у складі «Smash!!»)
- 2003 — Freeway (у складі «Smash!!»)
- 2004 — The One To Cry (у складі «Smash!!»)
- 2004 — Obsession (у складі «Smash!!»)
- 2004 — Faith (у складі «Smash!!»)
- 2005 — Повертайся додому
- 2005 — Мрія
- 2005 — The Dream
- 2005 — Як же так може бути
- 2006 — За любов
- 2006 — Нова осінь (дует з Анною Нова)
- 2007 — Небо #7 (дует з Домініком Джокером)
- 2007 — Цунамі (дует з Ренатою Піотровські)
- 2008 — Не повернутися
- 2008 — Знайду тебе (дует з Yasha)
- 2008 — Perfect Criminal
- 2009 — Satisfied
- 2010 — Горизонти
- 2010 — Сочі (дует з Наталією Фіроновой і Лаурою Алпатовою)
- 2010 — Make You Mine
- 2010 — Ти не зі мною
- 2012 — I don't Care (дует зі Стасом Шурінсом)
- 2014 — Без гальм
- 2015 — Відпусти

## Відеографія
| Рік                   | Кліп                                             | Режисер                       | Альбом                |
| У складі дуету Smash‼ | У складі дуету Smash‼                            | У складі дуету Smash‼         | У складі дуету Smash‼ |
| --------------------- | ------------------------------------------------ | ----------------------------- | --------------------- |
| 2002                  | «Should Have Loved You More»                     | невідомо                      | «Freeway»             |
| 2002                  | «Belle»                                          | Федір Бондарчук               | «Freeway»             |
| 2003                  | «Talk to Me»                                     | Георгій Тоїдзе                | «Freeway»             |
| 2003                  | «Freeway»                                        | Олена Кіпер                   | «Freeway»             |
| 2004                  | «The One to Cry»                                 | Григорий Константинопольський | «Freeway»             |
| 2004                  | «Faith»                                          | Eric Zho                      | «2Nite»               |
| Сольна кар'єра        |                                                  |                               |                       |
| 2005                  | «The Dream»                                      | Alex Vlastin                  | «Одинокая звезда»     |
| 2005                  | «Как так может быть»                             | Андрій Сергеєв                | «Одинокая звезда»     |
| 2006                  | «За любовь»                                      | Олексій Голубєв               | «Одинокая звезда»     |
| 2006                  | «Новая осень» (feat. Анна Нова)                  | Андрій Сергеєв                | без альбому           |
| 2007                  | «Небо № 7» (feat. Домінік Джокер)                | Олексій Голубєв               | «Пусть сердце решает» |
| 2007                  | «Цунами» (feat. Рената Пиотровски)               | Хиндрек Маасик                | без альбому           |
| 2007                  | «I Will Give It All to You» (feat. Mýa)          | Malcolm Jones                 | «Пусть сердце решает» |
| 2008                  | «Найду тебя» (feat. Yasha)                       | Malcolm Jones                 | «Пусть сердце решает» |
| 2008                  | «Perfect Criminal»                               | Костянтин Черепков            | без альбому           |
| 2009                  | «Satisfied»                                      | Костянтин Черепков            | без альбому           |
| 2010                  | «Горизонты»                                      | Костянтин Черепков            | без альбому           |
| 2010                  | «Сочи» (feat. Наталья Фіронова & Лаура Алпатова) | Олександр Ігудін              | без альбому           |
| 2011                  | «Make You Mine»                                  | Костянтин Черепков            | без альбому           |
| 2011                  | «Ты придёшь»                                     | Костянтин Черепков            | «Пусть сердце решает» |
| 2012                  | «Научиться без тебя дышать»                      | Влад Топалов                  | без альбому           |
| 2014                  | «Без тормозов»                                   | Марія Скоблєва                | без альбому           |
| 2015                  | «Отпусти»                                        | Марія Скоблєва                | без альбому           |
| 2015                  | «Тесные связи» (Kristelle feat. Влад Топалов)    | Марія Скоблєва                | без альбому           |
| 2016                  | «Параллельные»                                   | Олексій Купріянов             | без альбому           |
| 2017                  | «Достала меня»                                   |                               |                       |

## Фільмографія
У серіалах «Зайцев+1» і «Золоті» Влад Топалов з'являється в ролях камео, а також задіяний в серіалах «Клуб» і «Дівчина-пліткарка».
У фільмі «Неадекватні люди» Топалов в ролі камео виконує пісню «Satisfied» в нічному клубі. У серіалі «Деффчонки» Топалов знявся в ролі — камео в третьому сезоні восьмої серії.
У 2012 році знявся в серії серіалу «Петрович» в ролі Сергія Ароніна.

## Досягнення
- 2002 — перше місце у міжнародному музичному конкурсі «Нова хвиля» (Латвія) (у складі «Smash!!»).
- 2003 — премія Муз-ТВ в номінаціях «Відкриття року» та «Краще європейське звучання» (у складі «Smash!!»).
- 2003 — премія «Євро-хіт» радіо «Європа плюс» (у складі «Smash!!»).
- 2003 — премії «Золотий грамофон», «Стопудовий хіт», «LOVE RADIO», «Звукова доріжка» (у складі «Smash!!»).
- 2004 — премії «Золотий грамофон», «Стопудовий хіт», «Звукова доріжка» (у складі «Smash!!»).
- 2004 — премія Муз-ТВ в номінації «Краща поп-група» (у складі «Smash!!»).
- 2004 — премія телеканалу MTV Russia Music Awards в номінації «Кращий поп-проект» (у складі «Smash!!»).
- 2005 — премія «Золота бджола» в номінації «Краща група» (у складі «Smash!!»).
- 2006 — премія Russia Music Awards в номінації «Живи!» (боротьба з ВІЛ/СНІДом).